# Katāy Dōn Sasōrit
Katāy Dōn Sasōrit (laotisch ກະຕ່າຍ ໂດນສະໂສລິດ, auch Katay Don Sasorith geschrieben; * 12. Juli 1904 in Pakse; † 29. Dezember 1959) war ein laotischer Politiker der Unabhängigkeitsbewegung, von November 1954 bis März 1956 Premierminister von Laos sowie Minister in mehreren Kabinetten bis 1958.

## Lebensweg
Katāy Dōn Sasōrit war der Sohn eines vietnamesischen Vaters und einer laotischen Mutter. Er erhielt seine Ausbildung in Hanoi, danach trat er 1926 in den Dienst der französischen Kolonialverwaltung.
Während des Zweiten Weltkriegs (1941–1945) war er mit Nhouy Abhay und französischer Unterstützung Begründer der „Bewegung für die nationale Erneuerung“, die anti-Thai-Positionen vertrat. Bei der Organisation junger Intellektueller erhielt er die Unterstützung von Charles Rochet, dem Vichy-treuen Beamten für das Schulwesen. Man komponierte eine Nationalhymne, ehrte die Flagge von Laos und publizierte eine eigene Zeitschrift, die laotisch- und französischsprachige Lao Nyai.
Als die Bewegung zusammenbrach, nachdem die Japaner am 9./10. März 1945 die Vichy-treuen Franzosen inhaftiert hatten, schloss er sich wie viele nationalistische Laoten der Lao-Issara-Bewegung an. In deren im Oktober 1945 gebildeten Regierung fungierte er als Finanzminister, eine schwierige Aufgabe, da praktisch keine Mittel zur Verfügung standen. Mit anderen begab er sich ins Exil nach Bangkok. Am 19. Juli 1949 wurde der französisch-laotische Vertrag unterzeichnet, der Laos zu einem unabhängigen Mitglied innerhalb der Union française machen sollte. Die Exilregierung löste sich am 24. Oktober 1949 auf, er kehrte, wie die anderen Mitglieder, daraufhin in die Heimat zurück.
Nach der Unabhängigkeit wurde er 1948 in die Nationalversammlung gewählt und war dann 1951–1954 Minister für Finanzen und Wirtschaft. 1954 wurde er Vorsitzender der von Prinz Suvanna Phūmā gegründeten Fortschrittspartei (Phak Kaonā), im November folgte er dann dem Prinzen als Premier nach. Gegen die Pathet Lao vertrat er eine harte Linie. Wegen seines Versagens, eine nationale Versöhnung herbeizuführen, wurde er im März 1956 gestürzt.
Bereits 1958 war er jedoch im Kabinett von Phoui Sananikone wieder stellvertretender Premier, sowie Verteidigungs- und Innenminister. Er starb im folgenden Jahr an natürlichen Ursachen. Ein in seiner Heimatstadt Pakse errichtetes Denkmal wurde nach 1975 entfernt, jedoch dominiert die Stupa mit seiner Asche weiterhin den Eingangsbereich des dortigen Wat Luang.

## Werke
Als Propagandist für die Lao Issara war er unter dem Pseudonym Arsène Lapin äußerst aktiv. Weiterhin verfasste er auf Laotisch einige kürzere Texte zur Geschichte und Kultur des Landes, sowie einige Kurzgeschichten.
- Contribution à l'Histoire du Mouvement d'Indépendence National Lao, 1948